# Gembō

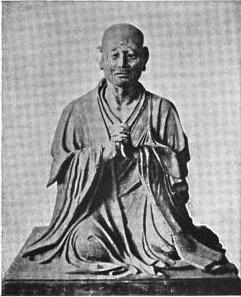
Gembō

Gembō (japanisch 玄昉; gestorben 746 in Dazaifu) war ein japanischer Mönch der Hossō-Richtumg des Buddhismus während der Nara-Zeit.

## Leben und Wirken
Gembō, er hieß gewöhnlich Atoshi (阿刀氏), verließ die Familie und wurde Mönch und Schüler Giens. Er reiste 717 in das China der Tang-Dynastie und erfuhr dort von dem hochrangigen Priester Chishū (智周; 668–723) von der Existenz der Hossō-Schule. Schließlich wurde er von Kaiser Tang Xuanzong eingeladen, auf den Rang eines Sambon (三品) befördert und bekam das Lila Gewand (紫衣, Shie) verliehen. Er kehrte 735 nach Japan zurück und gilt als der vierte, der die Hossō-Schule in Japan einführte. Er lebte im Tempel Kōfuku-ji, seine Linie der Hossō-Doktrin wird daher „Kofukuji-Überlieferung“ (興福寺伝) genannt.
Als Gembō nach Japan zurückkehrte, soll er mit Buddha-Statuen und mehr als 5.000 Sutra-Sätzen, wie im „Kaigenroku“ (開元録) nachzulesen, mitgebracht haben. So stieg die Zahl der japanischen Sutra-Kopien danach stark an. Im Jahr 737 gab es aufgrund der heftigen Pockenplage und Hungersnot ein starkes Verlangen nach Segen und Schutz vor Katastrophen, und so wurde er zum Bischof (僧正, Sōjō) ernannt und erhielt das Purpurgewand (紫袈裟). Es gelang ihm, sich um die Kronprinzessin Fujiwara no Miyako (藤原 宮子) zu kümmern, und er diente als Naidōjō (内道場) am kaiserlichen Hof. Er nahm dies zum Anlass, sich politisch zu engagieren, übte zusammen mit Kibi no Makibi im Namen des Fujiwara-Klans die Macht am Hofe des Kaisers Shōmu aus und wurde vom Volk gehasst.
Fujiwara Hirotsugu (藤原 広嗣; gestorben 740), der als Dazai-Shoji (大宰少弐) wirkte, forderten die Entfernung von Gembō und Kibi no Makibi. Er wurde 740 bei einem Aufstand auf Kyūshū besiegt und getötet. Aber auch Gembōs Einfluss verringerte sich mit dem Aufstieg von Fujiwara no Nakamaro (706–764), der in enger Beziehung zur Kaiserin Kōmyō (701–760) stand. Nakamaro verbannte ihn nach 745 Kyūshū. Er wurde zum Priester des Tempels Kanzeon-ji in Dazaifu herabgestuft und starb dort im folgenden Jahr 746.
Zu Gembō Schülern gehörten Jikin (慈訓; 691–777) und Zenju (善珠; 723–797) und andere.